# Danh sách xã thuộc tỉnh Lạng Sơn
Tính đến ngày 1 tháng 12 năm 2024, tỉnh Lạng Sơn có 194 đơn vị hành chính cấp xã, trong đó có 175 xã..
Dưới đây là danh các xã thuộc tỉnh Lạng Sơn hiện nay.
| Xã            | Trực thuộc         | Diện tích (km²) | Dân số (người) | Mật độ dân số (người/km²) | Thành lập |
| ------------- | ------------------ | --------------- | -------------- | ------------------------- | --------- |
| Ái Quốc       | Huyện Lộc Bình     |                 |                |                           |           |
| An Sơn        | Huyện Văn Quan     |                 |                |                           |           |
| Bảo Lâm       | Huyện Cao Lộc      |                 |                |                           |           |
| Bắc Hùng      | Huyện Văn Lãng     |                 |                |                           |           |
| Bắc La        | Huyện Văn Lãng     |                 |                |                           |           |
| Bắc Lãng      | Huyện Đình Lập     |                 |                |                           |           |
| Bắc Quỳnh     | Huyện Bắc Sơn      |                 |                |                           |           |
| Bắc Thủy      | Huyện Chi Lăng     |                 |                |                           |           |
| Bắc Việt      | Huyện Văn Lãng     |                 |                |                           |           |
| Bắc Xa        | Huyện Đình Lập     |                 |                |                           |           |
| Bằng Hữu      | Huyện Chi Lăng     |                 |                |                           |           |
| Bằng Mạc      | Huyện Chi Lăng     |                 |                |                           |           |
| Bình La       | Huyện Bình Gia     |                 |                |                           |           |
| Bình Phúc     | Huyện Văn Quan     |                 |                |                           |           |
| Bình Trung    | Huyện Cao Lộc      |                 |                |                           |           |
| Bính Xá       | Huyện Đình Lập     |                 |                |                           |           |
| Cai Kinh      | Huyện Hữu Lũng     |                 |                |                           |           |
| Cao Lâu       | Huyện Cao Lộc      |                 |                |                           |           |
| Cao Minh      | Huyện Tràng Định   |                 |                |                           |           |
| Châu Sơn      | Huyện Đình Lập     |                 |                |                           |           |
| Chi Lăng      | Huyện Chi Lăng     |                 |                |                           |           |
| Chi Lăng      | Huyện Tràng Định   |                 |                |                           |           |
| Chí Minh      | Huyện Tràng Định   |                 |                |                           |           |
| Chiến Thắng   | Huyện Bắc Sơn      |                 |                |                           |           |
| Chiến Thắng   | Huyện Chi Lăng     |                 |                |                           |           |
| Chiêu Vũ      | Huyện Bắc Sơn      |                 |                |                           |           |
| Công Sơn      | Huyện Cao Lộc      |                 |                |                           |           |
| Cường Lợi     | Huyện Đình Lập     |                 |                |                           |           |
| Đào Viên      | Huyện Tràng Định   |                 |                |                           |           |
| Đề Thám       | Huyện Tràng Định   |                 |                |                           |           |
| Điềm He       | Huyện Văn Quan     |                 |                |                           |           |
| Đình Lập      | Huyện Đình Lập     |                 |                |                           |           |
| Đoàn Kết      | Huyện Tràng Định   |                 |                |                           |           |
| Đội Cấn       | Huyện Tràng Định   |                 |                |                           |           |
| Đồng Bục      | Huyện Lộc Bình     |                 |                |                           |           |
| Đông Quan     | Huyện Lộc Bình     |                 |                |                           |           |
| Đồng Tân      | Huyện Hữu Lũng     |                 |                |                           |           |
| Đồng Thắng    | Huyện Đình Lập     |                 |                |                           |           |
| Đồng Tiến     | Huyện Hữu Lũng     |                 |                |                           |           |
| Đồng Ý        | Huyện Bắc Sơn      |                 |                |                           |           |
| Gia Cát       | Huyện Cao Lộc      |                 |                |                           |           |
| Gia Lộc       | Huyện Chi Lăng     |                 |                |                           |           |
| Gia Miễn      | Huyện Văn Lãng     |                 |                |                           |           |
| Hải Yến       | Huyện Cao Lộc      |                 |                |                           |           |
| Hòa Bình      | Huyện Bình Gia     |                 |                |                           |           |
| Hòa Bình      | Huyện Chi Lăng     |                 |                |                           |           |
| Hòa Bình      | Huyện Hữu Lũng     |                 |                |                           |           |
| Hòa Bình      | Huyện Văn Quan     |                 |                |                           |           |
| Hòa Cư        | Huyện Cao Lộc      |                 |                |                           |           |
| Hòa Lạc       | Huyện Hữu Lũng     |                 |                |                           |           |
| Hòa Sơn       | Huyện Hữu Lũng     |                 |                |                           |           |
| Hoa Thám      | Huyện Bình Gia     |                 |                |                           |           |
| Hòa Thắng     | Huyện Hữu Lũng     |                 |                |                           |           |
| Hoàng Đồng    | Thành phố Lạng Sơn | 24,79           |                |                           |           |
| Hoàng Văn Thụ | Huyện Bình Gia     |                 |                |                           |           |
| Hoàng Văn Thụ | Huyện Văn Lãng     |                 |                |                           |           |
| Hoàng Việt    | Huyện Văn Lãng     |                 |                |                           |           |
| Hồ Sơn        | Huyện Hữu Lũng     |                 |                |                           |           |
| Hội Hoan      | Huyện Văn Lãng     |                 |                |                           |           |
| Hồng Phong    | Huyện Bình Gia     |                 |                |                           |           |
| Hồng Phong    | Huyện Cao Lộc      |                 |                |                           |           |
| Hồng Thái     | Huyện Bình Gia     |                 |                |                           |           |
| Hồng Thái     | Huyện Văn Lãng     |                 |                |                           |           |
| Hợp Thành     | Huyện Cao Lộc      |                 |                |                           |           |
| Hùng Sơn      | Huyện Tràng Định   |                 |                |                           |           |
| Hùng Việt     | Huyện Tràng Định   |                 |                |                           |           |
| Hưng Đạo      | Huyện Bình Gia     |                 |                |                           |           |
| Hưng Vũ       | Huyện Bắc Sơn      |                 |                |                           |           |
| Hữu Khánh     | Huyện Lộc Bình     |                 |                |                           |           |
| Hữu Kiên      | Huyện Chi Lăng     |                 |                |                           |           |
| Hữu Lân       | Huyện Lộc Bình     |                 |                |                           |           |
| Hữu Lễ        | Huyện Văn Quan     |                 |                |                           |           |
| Hữu Liên      | Huyện Hữu Lũng     |                 |                |                           |           |
| Kháng Chiến   | Huyện Tràng Định   |                 |                |                           |           |
| Khánh Khê     | Huyện Văn Quan     |                 |                |                           |           |
| Khánh Long    | Huyện Tràng Định   |                 |                |                           |           |
| Khánh Xuân    | Huyện Lộc Bình     |                 |                |                           |           |
| Khuất Xá      | Huyện Lộc Bình     |                 |                |                           |           |
| Kiên Mộc      | Huyện Đình Lập     |                 |                |                           |           |
| Kim Đồng      | Huyện Tràng Định   |                 |                |                           |           |
| Lâm Ca        | Huyện Đình Lập     |                 |                |                           |           |
| Lâm Sơn       | Huyện Chi Lăng     |                 |                |                           |           |
| Liên Hội      | Huyện Văn Quan     |                 |                |                           |           |
| Liên Sơn      | Huyện Chi Lăng     |                 |                |                           |           |
| Long Đống     | Huyện Bắc Sơn      |                 |                |                           |           |
| Lộc Yên       | Huyện Cao Lộc      |                 |                |                           |           |
| Lợi Bác       | Huyện Lộc Bình     |                 |                |                           |           |
| Lương Năng    | Huyện Văn Quan     |                 |                |                           |           |
| Mai Pha       | Thành phố Lạng Sơn | 13,49           |                |                           |           |
| Mai Sao       | Huyện Chi Lăng     |                 |                |                           |           |
| Mẫu Sơn       | Huyện Cao Lộc      |                 |                |                           |           |
| Mẫu Sơn       | Huyện Lộc Bình     |                 |                |                           |           |
| Minh Hiệp     | Huyện Lộc Bình     |                 |                |                           |           |
| Minh Hòa      | Huyện Hữu Lũng     |                 |                |                           |           |
| Minh Khai     | Huyện Bình Gia     |                 |                |                           |           |
| Minh Sơn      | Huyện Hữu Lũng     |                 |                |                           |           |
| Minh Tiến     | Huyện Hữu Lũng     |                 |                |                           |           |
| Mông Ân       | Huyện Bình Gia     |                 |                |                           |           |
| Nam Quan      | Huyện Lộc Bình     |                 |                |                           |           |
| Nhạc Kỳ       | Huyện Văn Lãng     |                 |                |                           |           |
| Nhân Lý       | Huyện Chi Lăng     |                 |                |                           |           |
| Nhất Hòa      | Huyện Bắc Sơn      |                 |                |                           |           |
| Nhất Tiến     | Huyện Bắc Sơn      |                 |                |                           |           |
| Nhật Tiến     | Huyện Hữu Lũng     |                 |                |                           |           |
| Phú Xá        | Huyện Cao Lộc      |                 |                |                           |           |
| Quan Sơn      | Huyện Chi Lăng     |                 |                |                           |           |
| Quảng Lạc     | Thành phố Lạng Sơn | 27,65           |                |                           |           |
| Quang Trung   | Huyện Bình Gia     |                 |                |                           |           |
| Quốc Khánh    | Huyện Tràng Định   |                 |                |                           |           |
| Quốc Việt     | Huyện Tràng Định   |                 |                |                           |           |
| Quý Hòa       | Huyện Bình Gia     |                 |                |                           |           |
| Quyết Thắng   | Huyện Hữu Lũng     |                 |                |                           |           |
| Sàn Viên      | Huyện Lộc Bình     |                 |                |                           |           |
| Tam Gia       | Huyện Lộc Bình     |                 |                |                           |           |
| Tân Đoàn      | Huyện Văn Quan     |                 |                |                           |           |
| Tân Hòa       | Huyện Bình Gia     |                 |                |                           |           |
| Tân Hương     | Huyện Bắc Sơn      |                 |                |                           |           |
| Tân Lập       | Huyện Bắc Sơn      |                 |                |                           |           |
| Tân Liên      | Huyện Cao Lộc      |                 |                |                           |           |
| Tân Minh      | Huyện Tràng Định   |                 |                |                           |           |
| Tân Mỹ        | Huyện Văn Lãng     |                 |                |                           |           |
| Tân Tác       | Huyện Văn Lãng     |                 |                |                           |           |
| Tân Thanh     | Huyện Văn Lãng     |                 |                |                           |           |
| Tân Thành     | Huyện Bắc Sơn      |                 |                |                           |           |
| Tân Thành     | Huyện Cao Lộc      |                 |                |                           |           |
| Tân Thành     | Huyện Hữu Lũng     |                 |                |                           |           |
| Tân Tiến      | Huyện Tràng Định   |                 |                |                           |           |
| Tân Tri       | Huyện Bắc Sơn      |                 |                |                           |           |
| Tân Văn       | Huyện Bình Gia     |                 |                |                           |           |
| Tân Yên       | Huyện Tràng Định   |                 |                |                           |           |
| Thạch Đạn     | Huyện Cao Lộc      |                 |                |                           |           |
| Thái Bình     | Huyện Đình Lập     |                 |                |                           |           |
| Thành Hòa     | Huyện Văn Lãng     |                 |                |                           |           |
| Thanh Lòa     | Huyện Cao Lộc      |                 |                |                           |           |
| Thanh Long    | Huyện Văn Lãng     |                 |                |                           |           |
| Thanh Sơn     | Huyện Hữu Lũng     |                 |                |                           |           |
| Thiện Hòa     | Huyện Bình Gia     |                 |                |                           |           |
| Thiện Long    | Huyện Bình Gia     |                 |                |                           |           |
| Thiện Tân     | Huyện Hữu Lũng     |                 |                |                           |           |
| Thiện Thuật   | Huyện Bình Gia     |                 |                |                           |           |
| Thống Nhất    | Huyện Lộc Bình     |                 |                |                           |           |
| Thụy Hùng     | Huyện Cao Lộc      |                 |                |                           |           |
| Thụy Hùng     | Huyện Văn Lãng     |                 |                |                           |           |
| Thượng Cường  | Huyện Chi Lăng     |                 |                |                           |           |
| Tràng Phái    | Huyện Văn Quan     |                 |                |                           |           |
| Trấn Ninh     | Huyện Văn Quan     |                 |                |                           |           |
| Trấn Yên      | Huyện Bắc Sơn      |                 |                |                           |           |
| Tri Lễ        | Huyện Văn Quan     |                 |                |                           |           |
| Tri Phương    | Huyện Tràng Định   |                 |                |                           |           |
| Trùng Khánh   | Huyện Văn Lãng     |                 |                |                           |           |
| Trung Thành   | Huyện Tràng Định   |                 |                |                           |           |
| Tú Đoạn       | Huyện Lộc Bình     |                 |                |                           |           |
| Tú Mịch       | Huyện Lộc Bình     |                 |                |                           |           |
| Tú Xuyên      | Huyện Văn Quan     |                 |                |                           |           |
| Vạn Linh      | Huyện Chi Lăng     |                 |                |                           |           |
| Vạn Thủy      | Huyện Bắc Sơn      |                 |                |                           |           |
| Vân An        | Huyện Chi Lăng     |                 |                |                           |           |
| Vân Nham      | Huyện Hữu Lũng     |                 |                |                           |           |
| Vân Thủy      | Huyện Chi Lăng     |                 |                |                           |           |
| Vĩnh Yên      | Huyện Bình Gia     |                 |                |                           |           |
| Vũ Lăng       | Huyện Bắc Sơn      |                 |                |                           |           |
| Vũ Lễ         | Huyện Bắc Sơn      |                 |                |                           |           |
| Vũ Sơn        | Huyện Bắc Sơn      |                 |                |                           |           |
| Xuân Dương    | Huyện Lộc Bình     |                 |                |                           |           |
| Xuân Long     | Huyện Cao Lộc      |                 |                |                           |           |
| Xuất Lễ       | Huyện Cao Lộc      |                 |                |                           |           |
| Y Tịch        | Huyện Chi Lăng     |                 |                |                           |           |
| Yên Bình      | Huyện Hữu Lũng     |                 |                |                           |           |
| Yên Khoái     | Huyện Lộc Bình     |                 |                |                           |           |
| Yên Lỗ        | Huyện Bình Gia     |                 |                |                           |           |
| Yên Phúc      | Huyện Văn Quan     |                 |                |                           |           |
| Yên Sơn       | Huyện Hữu Lũng     |                 |                |                           |           |
| Yên Thịnh     | Huyện Hữu Lũng     |                 |                |                           |           |
| Yên Trạch     | Huyện Cao Lộc      |                 |                |                           |           |
| Yên Vượng     | Huyện Hữu Lũng     |                 |                |                           |           |